# Boterdiepbrug
De Boterdiepbrug is een basculebrug over het Boterdiep tussen de wijk De Hunze en Noorderhoogebrug.
Deze brug is de enige toegang tot de wijk Van Starkenborgh die bereikbaar is door een afslag direct na de brug. Hoewel de brug is opengesteld voor alle soorten verkeer is het via deze brug niet mogelijk de rest van De Hunze te bereiken. Direct na de brug ligt namelijk een bussluis. De Hunze kan daardoor alleen worden bereikt door autoverkeer vanaf de oostelijke ringweg.
De brug is de meest zuidelijke brug van het Boterdiep en de eerste die men tegenkomt als men van het Van Starkenborghkanaal het kanaal opvaart. De brug is gebouwd halverwege de jaren 70, toen het Boterdiep werd verlegd vanwege de aanleg van de Eemshavenweg (N46).